# IC 3197
IC 3197 је појединачна звијезда у сазвјежђу Береникина коса која се налази на листи објеката дубоког неба у Индекс каталогу.
Деклинација објекта је + 25° 26' 38" а ректасцензија 12h 21m 25,8s.